# Stabat Mater speciosa
Stabat Mater speciosa (latinsky Stála matka krásná) je latinský církevní hymnus, tvořící určitý protipól církevního hymnu Stabat Mater dolorosa. Hymnus líčí radost Panny Marie po narození Krista (oproti hymnu Stabat Mater dolorosa, který líčí žal Panny Marie při Kristově ukřižování). Pravděpodobně je od téhož autora (tj. údajně papež Inocenc III., pravděpodobněji ale básník Jacopone da Todi). Hymnus líčí pocity Panny Marie poté, co se jí narodil Ježíš Kristus.
Tento hymnus se netěší takové pozornosti hudebníků jako Stabat Mater dolorosa, jsou známa pouze tři zhudebnění. Autorem prvního je Ferenc Liszt (součást oratoria Christus z roku 1866), autorem druhého je Alphons Diepenbrock (pochází z roku 1896) a autorem třetího je Zdeněk Pololáník (2019), který text zhudebnil pro ansámbl Collegium musicale bonum ze Slavkova u Brna.

## Text

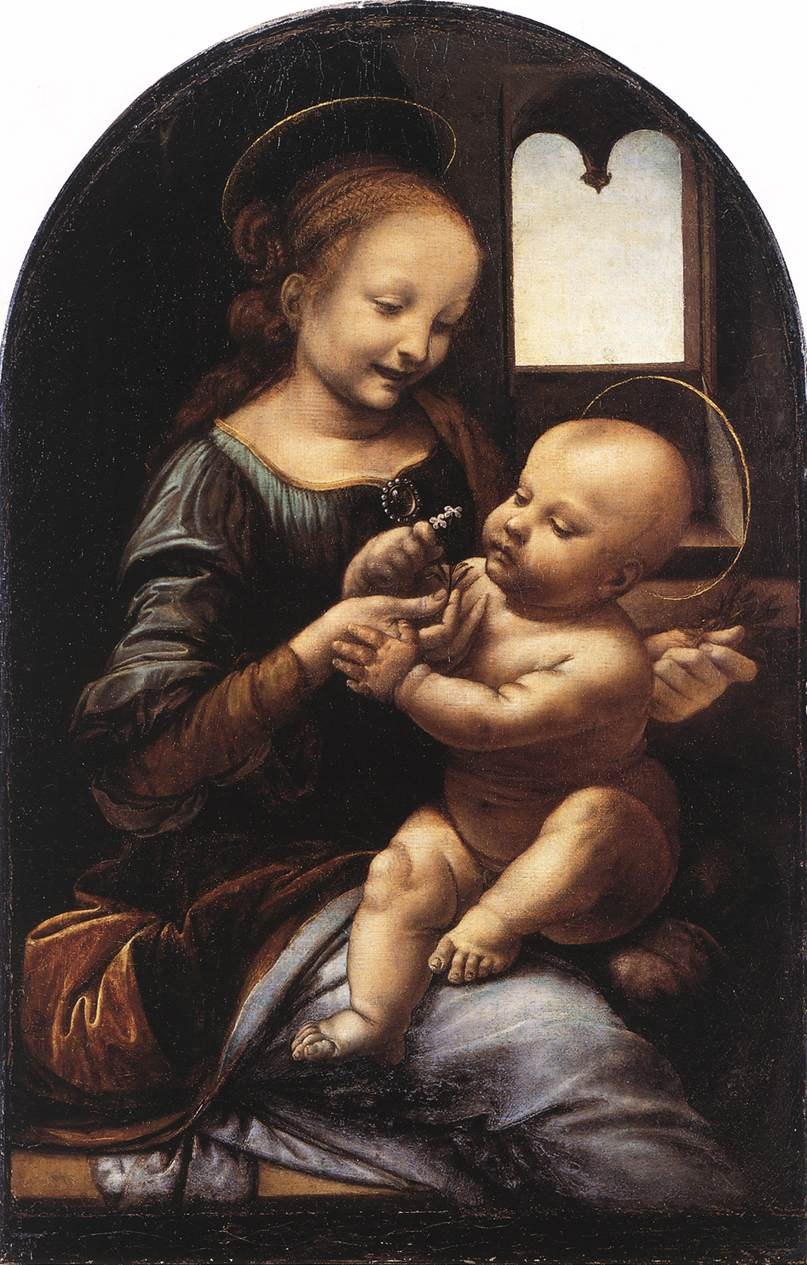
Leonardo da Vinci: Madona s dítětem

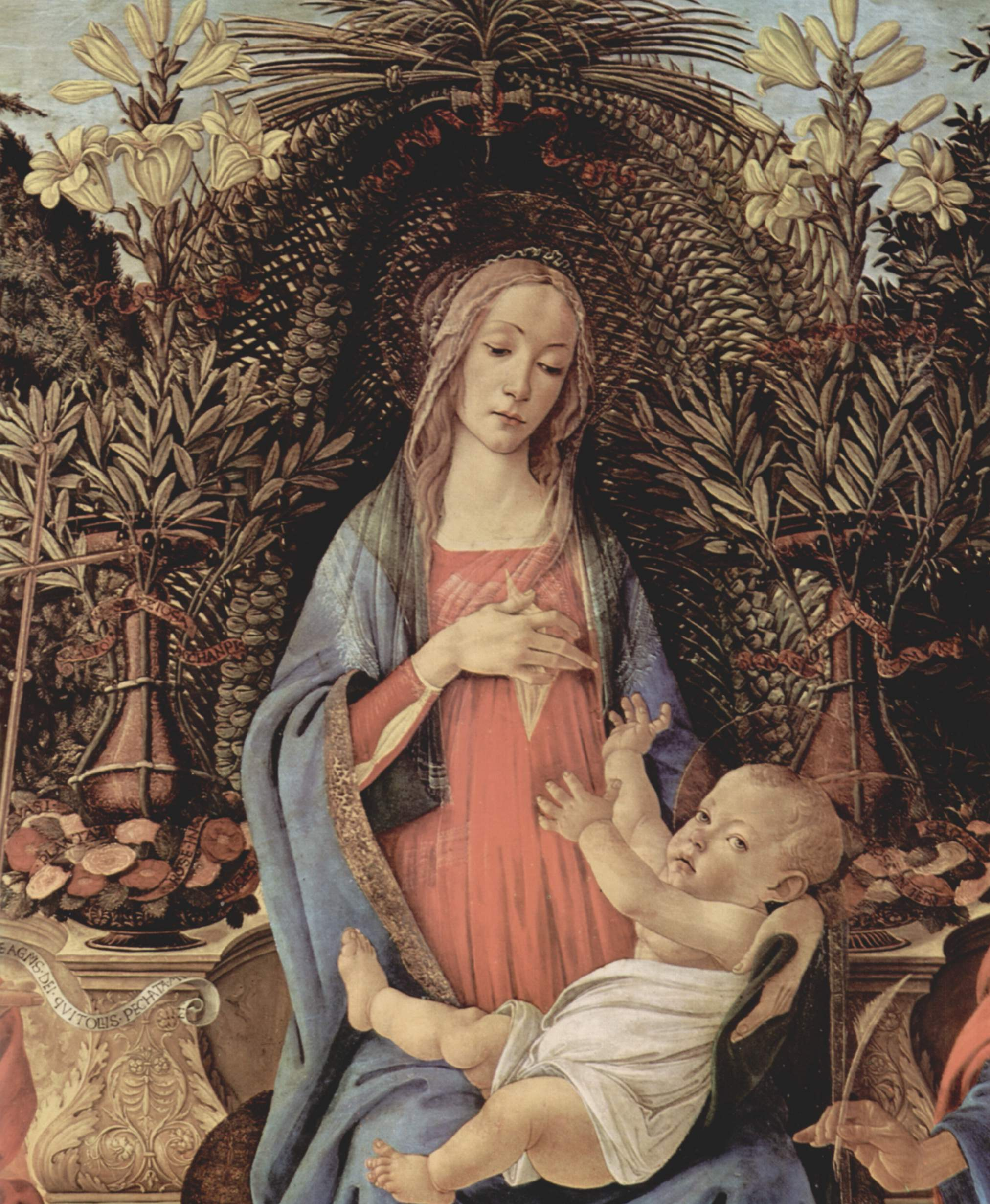
Sandro Botticelli: Madona s dítětem

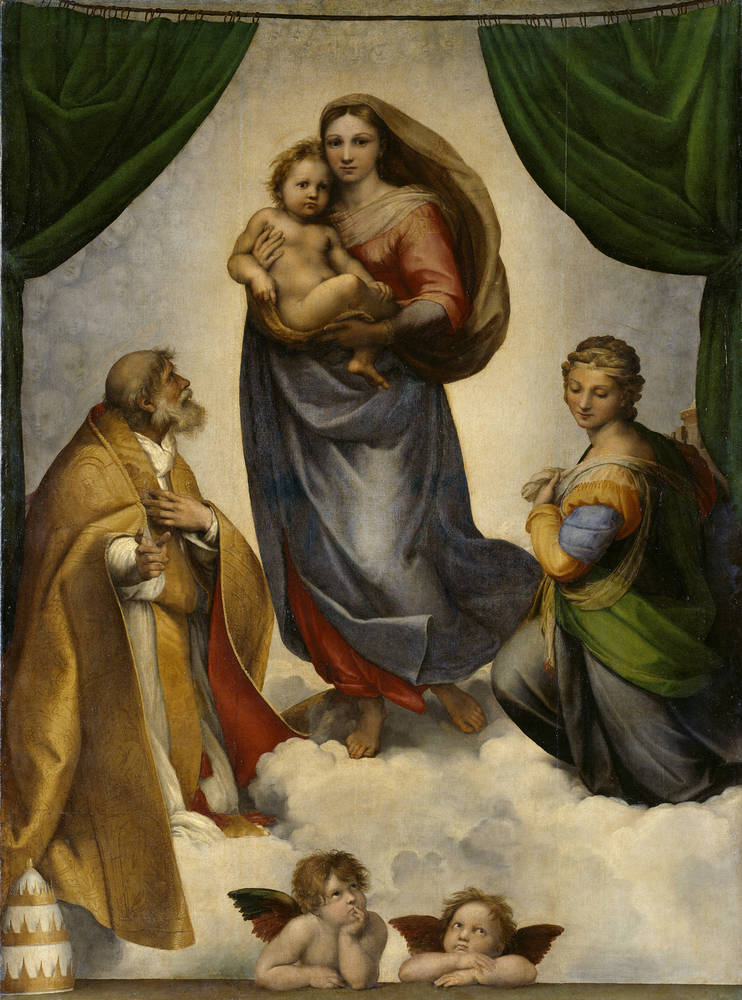
Raffael Santi: Sixtinská Madona

Stabat Mater speciosa

Iuxta foenum gaudiosa

Dum iacebat parvulus

Cuius animam gaudentem

Laetabundam et ferventem

Pertransivit iubilus

O quam laeta et beata

Fuit illa immaculata

Mater unigeniti!

Quae gaudebat et ridebat,

Exultabat cum videbat

Nati partum incliti

Quis est, qui non gauderet,

Christi Matrem si videret

In tanto solacio?

Quis non posset collaetari,

Piam Matrem contemplari

Ludentem cum Filio?

Pro peccatis suae gentis

Vidit Iesum cum iumentis,

Et algori subditum. 

Vidit suum dulcem natum

Vagientum adoratum

Vili diversorio

Nati Christus in praesepe

Coeli cives canunt laete

Cum immenso gaudio

Stabat senex cum puella 

Non cum verbo nec loquela

Stupescentes cordibus

Eia Mater, fons amoris

Me sentire vim ardoris

Fac, ut tecum sentiam

Fac, ut ardeat cor meum

In amando Christum Deum

Ut sibi complaceam

Sancta Mater, istud agas,

Pone  nostro ducas plagas

Cordi fixas valide.

Tui nati coelo lapsi,

Iam dignati foeno nasci,

Poenas mecum divide.

Fac me tecum congaudere

Iesulino cohaerere

Donec ego vixero

In me sistat ardor tui

Puerino fac me frui

Dum sum in exilio

Hunc ardorem fac communem,

Ne me facias immunem,

Ab hoc desiderio. 

Virgo virginum praeclara,

Mihi iam non sis amara

Fac me parvum rapere

Fac, ut portem pulchrum fortem

Qui nascendo vicit mortem,

Volens vitam tradere. 

Fac me tecum satiari,

Nato tuo inebriari,

Stans inter tripudia

Inflammatus et accensus

Obstupescit omnis sensus

Tali decommercio.

Fac me nato custodiri

Verbo Christi praemuniri

Conservari gratia

Quando corpus morietur,

Fac, ut animae donetur

Tui nati visio